# Куболта (река)
Куболта (рум. Cubolta) — река в Молдавии, левый приток Реута. Длина реки — 100 км, площадь водосборного бассейна — 943 км².
Начинается между селами Окница, Бырново и Липник. Течёт сначала на юго-восток, мимо дубового леса, сёл Гырбово, Мошана, Елизаветовка, Марамоновка, после чего поворачивает на юго-юго-запад. Далее протекает через Ливэдень, Дрокию, Шуры, Кетросы, Барончу,Грибово, Петрены, Большие Аснашены, Моара-де-Пятрэ, Куболта. Впадает в Реут слева напротив села Цыплешты.
Долина реки плоскодонная, широкая. На правом берегу реки расположено Куболтинское месторождение известняков.
Расход воды в селе Куболта, в 13 км от устья, равен 0,93 м³/с. Ширина реки у Грибово — 8 метров, глубина — 0,8 метра.
Река имеет две надпойменные террасы, сложенные преимущественно суглинками, в меньшей степени — песками и галькой.